# Herão de Bizâncio
Herão de Bizâncio foi um autor bizantino anônimo, que compôs, por volta do ano 950, um tratado de poliorcética, Parangelmata Poliorcética (Instruções para a Guerra de Cerco).
Suas fontes foram autores gregos antigos, Ateneu Mecânico, Bitão, Herão de Alexandria, Filão de Bizâncio e Apolodoro de Damasco. O nome Herão de Bizâncio passou a ser atribuído a este autor por causa de Herão de Alexandria, que é citado em sua obra.
O autor manteve o trabalho original de Apolodoro de Damasco, mas adicionou explicações extras, e refez as ilustrações e desenhos originais, representando em perspectiva tri-dimensional.
O texto foi escrito como um manual de instruções para o não-especialista, com o autor re-interpretando suas fontes e acrescentando informações e explicações. O texto descreve o aríete, a maior máquina de assalto da Antiguidade, usada para quebrar portas e muralhas.